# 로스트 템플
로스트 템플(The Lost Temple)은 블리자드 엔터테인먼트의 실시간 전략 게임 《스타크래프트》에 기본으로 포함된 최대 4인용의 멀티플레이어 맵이다. 블리자드의 레벨 디자이너였던 스캇 머서(Scott Mercer)가 제작하였다. 배틀넷에서 스타크래프트 이용자들이 가장 많이 사용한 맵 중 하나로, 로템이라는 약칭으로도 불린다. 스타크래프트 리그 등 프로 대회에서도 많이 사용되었고, 비대칭적인 지형의 문제 등으로 점차 사용이 줄었으나 추후에 제작된 맵에 많은 영향을 주었다. 또한 로스트 템플은 워크래프트 3, 스타크래프트 2 등 블리자드 엔터테인먼트의 이후 게임들에 변주되어 탑재되었다.

## 여러 가지 버전의 로스트 템플

### 오리지널 로스트 템플
오리지널 로스트 템플은 4인용 맵으로, 12시, 2시, 6시, 8시의 네 군데에 본진이 있으며, 각각의 본진과 가까운 곳에 앞마당 멀티를 할 수 있는 위치가 있다. 본진과 앞마당에는 미네랄 8덩이, 가스 1개, 센터에는 미네랄 6덩이, 섬멀티에는 미네랄 8덩이, 가스 1개로 구성되어 있다. 
비대칭형 맵중 가장 많이 쓰였으나, 본진간 자원 수급률이 올바르지 않았고, 멀티의 견제가 장소에 따라 달랐으며, 자잘한 버그들이 존재하였다. 1.12 버전으로 업그레이드 되면서 이러한 문제들이 많이 해소되었다.

### 네오 로스트 템플
맵제작자인 김진태 ([Ragnarok]Valkyrie)에 의해 온게임넷 스타리그에서 쓰일 용도로 수정되었으며, 원작에서의 버그들을 수정하였다. 이후 이 버전 그대로 WCG 2001과 2002에서 사용되기도 하였다.
각 본진간 자원 수급량이 균일하게 수정되었으며, 앞마당 배후 언덕에서의 멀티견제가 균일하게 되게끔 자원배치가 수정되었다. 또한 6시 앞마당 멀티의 위치가 안쪽으로 끌어당겨지도록 수정되었으며, 6시 본진 하단 시즈탱크 공격, 2시 가스통 공격, 12시 앞마당 멀티 애드온 문제등 자잘한 버그들이 수정되었다. 또한 11시, 5시의 섬멀티 자원배치가 수정되었다.

### 리버스 템플
로스트 템플의 지형을 역으로 뒤집고 여러 가지 기능을 넣은 맵으로 온게임넷 맵제작팀에서 수정한 버전이다. 곰TV MSL 시즌1, 신한은행 스타리그 시즌3, 신한은행 2006 마스터즈에서 사용되었다.
로스트 템플의 지형이 역으로 뒤집혔으며, 앞마당에서 중앙으로 진출하는 길목 사이에 입구 막기용 미네랄 3덩이를 넣었다. 또한 중앙에 중립 젤나가 신전이 있으며, 12시와 2시에 윗입구가 쓰였다.
자원상으로는 본진의 미네랄 양이 1덩이 늘어난 9덩이, 앞마당 미네랄 양이 1덩이 줄어든 7덩이로 조정되었으며, 자원배치가 가장 효율적인 배치로 수정되었다.

## 같이 보기
- 스타크래프트
- 스타에디트